# Microsoft InfoPath
Microsoft InfoPath è un software che consente di progettare e compilare moduli elettronici, basato su XML. InfoPath viene distribuito da Microsoft nel pacchetto Microsoft Office. 
La prima versione è uscita con Office 2003, è presente in Office 2007, 2010 e 2013.